# Monodictys levis
Monodictys levis är en lavart som först beskrevs av Wiltshire, och fick sitt nu gällande namn av S. Hughes 1958. Monodictys levis ingår i släktet Monodictys, klassen Dothideomycetes, divisionen sporsäcksvampar och riket svampar.   Inga underarter finns listade i Catalogue of Life.